# Andělská Hora (kraj karlowarski)
Andělská Hora – wieś i gmina w Czechach, w powiecie Karlowe Wary, w kraju karlowarskim. Według danych z dnia 1 stycznia 2013 liczyła 312 mieszkańców.